# Соколов, Николай Васильевич (революционер)
Никола́й Васи́льевич Соколо́в (16 (28) ноября 1835, Санкт-Петербург, Российская империя — 5 марта 1889, Париж, Франция) — российский революционный деятель, публицист.

## Биография
По происхождению из дворян. Сын эконома Школы гвардейских подпрапорщиков. Ребёнком (по приказу Николая I) записан кадетом 2-го кадетского корпуса. После успешного окончания Александровского Брест-Литовского кадетского корпуса (1845—1851) был отправлен на два года «для специального образования» в Дворянский полк (Константиновское училище); в 1853 году произведён в офицеры. Участвовал в Крымской кампании. После ряда служебных перемещений (Несвижский, затем Волынский полк) учился в Академии Генерального штаба; по окончании которой (1857) был причислен к Генеральному штабу. В 1858 году направлен на Кавказ, где отличился в боевых действиях против Шамиля, в 1859 году (после краткого пребывания в Петербурге) в Иркутск, а оттуда курьером в Пекин. Во время отпуска «направился прямым ходом» в Лондон, где в июне 1860 года знакомится с Александром Ивановичем Герценом.
В 1861—1862 годах состоял в кружке офицеров Генштаба, близких к Николаю Гавриловичу Чернышевскому). Увлекался идеями Пьера-Жозефа Прудона. В 1862—1863 годах опубликовал в журнале «Русское слово» ряд статей, пропагандирующих идеи анархизма. В 1863 году вышел в отставку в чине подполковника. До 1865 года жил в Европе, в Дрездене и Париже.
В 1866 году в соавторстве с Варфоломеем Александровичем Зайцевым опубликовал в Санкт-Петербурге историко-публицистическую книгу «Отщепенцы» (переиздана в 1872 в Цюрихе), представил её в Цензурный комитет 4 (16) апреля 1866 года; по совпадению, в этот день состоялось покушение Дмитрия Владимировича Каракозова на императора Александра II; был арестован и приговорён к 16 месяцам заключения за антигосударственную и антицерковную пропаганду. Отпечатанные экземпляры книги были уничтожены. В книге «Социальная революция» («Die soziale Revolution»; написана в 1864, опубликована в Берне в 1868) предсказал «введение коммунизма» в результате победы революции. В 1868 году был сослан в Архангельскую, затем в Астраханскую губернию, в 1872 году бежал из ссылки за границу, присоединился к сподвижникам Михаила Александровича Бакунина.
С мая 1873 года жил в Париже. Один из сооснователей (совместно с Германом Александровичем Лопатиным) Русской (Тургеневской) библиотеки в Париже в 1875 году. В 1877―1888 годах сотрудничал в газете «Общее дело» Николая Андреевича Белоголового и Александра Христофоровича Христофорова, а с 1878 года в газете «Русские ведомости» (корреспонденции о Парижской выставке 1878 года, а затем о французской жизни). По заказу Парижской издательской фирмы «Garniers Frères» составил русско-французский и французско-русский словари. В эмиграции Соколова чтили как «ветерана русской революции», и на его похоронах собрались не только все бывшие в Париже русские и польские эмигранты, но и французские коммунары (Виктор Жаклар, Гюстав Адольф Лефрансе и другие).